# Districtul Pang Mapha
Pang Mapha (în thailandeză ปางมะผ้า) este un district (Amphoe) din provincia Mae Hong Son, Thailanda, cu o populație de 19.708 locuitori și o suprafață de 798,375 km².

## Componență
Districtul este subdivizat în 4 subdistricte (tambon), care sunt subdivizate în 38 de sate (muban).
| Nr. | Nume       | În thailandeză | Sate | Locuitori |  |
| --- | ---------- | -------------- | ---- | --------- |  |
| 1.  | Soppong    | สบป่อง          | 8    | 7,398     |  |
| 2.  | Pang Mapha | ปางมะผ้า        | 11   | 4,017     |  |
| 3.  | Tham Lot   | ถ้ำลอด          | 7    | 3,784     |  |
| 4.  | Napu Pom   | นาปู่ป้อม         | 12   | 4,509     |  |